# Božidar Ogorevc
Božidar (Božo) Ogorevc, slovenski kemik in glasbenik, * 1947, Ljubljana.

## Znanstveno delovanje

### Izobrazba
Božidar Ogorevc je leta 1966 maturiral na Gimnaziji Šentvid v Ljubljani in leta 1978 diplomiral iz čiste kemije na Fakulteti za naravoslovje in tehnologijo (FNT, sedaj Fakulteta za kemijo in kemijsko tehnologijo, FKKT ) Univerze v Ljubljani, kjer je leta 1985 tudi magistriral in leta 1987 pridobil naziv doktorja kemijskih znanosti. V času podiplomskega študija je najprej leta 1980-81 6 mesecev raziskovalno gostoval na Kernforschungsanlage GmbH (KFA, sedaj Forschungszentrum Juelich)  v Juelichu v Nemčiji, nato 1984 3 mesece na Dublin City University (DCU) v Dublinu v Republiki Irski, leta 1987-88 pa je 1 leto gostoval kot podoktorski raziskovalec na Lawrence Berkeley Laboratory - University of California Berkeley (LBL-UCB, sedaj Lawrence Berkeley National Laboratory, LBNL-UCB) v Berkeleyu, Kalifornija, ZDA.

### Profesionalna kariera
Od leta 1979 dalje je bil kot raziskovalec zaposlen na Kemijskem inštitutu Borisa Kidriča (KIBK, od leta 1992 naprej Kemijski inštitut, KI ) v Ljubljani in bil leta 2000 izvoljen v naziv znanstveni svetnik ter bil od leta 2002 do 2010  vodja Laboratorija za analizno kemijo (L04, sedaj Odsek za analizno kemijo, D04). V obdobju od 1993 do 2013 je na Kemijskem inštitutu in Univerzi v Ljubljani deloval kot mentor doktorskim in podoktorskim študentom in bil vodja več nacionalnih in mednarodnih projektov. Leta 1999 je postal vodja nacionalnega raziskovalnega programa z naslovom "Senzorji in sklopljeni sistemi v analizni kemiji" (P0-0509), od leta 2004 do 2012 je bil vodja temeljnega nacionalnega raziskovalnega programa "Analitika in kemijska karakterizacija materialov ter procesov" (P1-0034). Leta 2013 se je upokojil in takrat (19.12.2012) mu je bil tudi podeljen naziv “Zaslužni raziskovalec KI” (Emeritus).

### Delo in dosežki
Njegovo znanstveno-raziskovalno delo je bilo usmerjeno predvsem na področje elektroanalizne kemije, s poudarkom na razvoju elektrokemijskih (mikro)(bio)senzorjev. Njegov opus obsega zasnovo in izdelavo mikro- in nano-elektrod, razvoj kompozitnih in tankoslojnih elektrod, študij novih principov elektrokemijske detekcije in novih detekcijskih nano-velikostnih in nano-strukturiranih materialov, ter uporabo voltametrije, amperometrije, potenciometrije in elektrokemijske stripping analize. Poleg omenjenega intenzivnega temeljnega raziskovanja je deloval tudi na področjih, kot so analitika sledov elementov in spojin, bioanalitika, bioanorganske interakcije, kemijska speciacija, okoljska analizna kemija in heterogene atmosferske kemijske reakcije. Izmed njegovih številnih dosežkov je možno posebej izpostaviti razvoj, izdelavo in uporabo modificiranih mikro-elektrod (premer 7 µm) in nano-elektrod (premer konice 50-100 nm) za detekcijo nekaterih endogenih  spojin, kot so npr. živčni prenašalci (dopamin, serotonin), askorbinska kislina idr., v mikro- volumnih in lokacijah, kar je velikega pomena v nekaterih bio-medicinskih raziskavah.
Pomemben je tudi njegov prispevek pri razvoju novo odkrite bizmutove tankoslojne elektrode, ki je povsem nadomestila do tedaj uporabljeno strupeno živosrebrovo elektrodo za detekcijo sledov in supersledov nekaterih toksičnih elementov, kot so kadmij, svinec, kobalt in nikelj, v okoljskih, prehrambenih in bioloških vzorcih, z uporabo elektrokemijske stripping analize.
Doslej je, tudi v okviru širokega mednarodnega sodelovanja, kot avtor ali soavtor objavil 88 znanstvenih publikacij v recenziranih mednarodnih revijah. Njegov H (Hirschev) indeks znaša trenutno 41 (skupno število vseh citacij je trenutno več kot 6200, povprečno število citacij na en članek je 70). Bil je mentor 4 študentom magisterskega študija in 7 študentom dodoktorskega študija ter 6 podoktorskim gostom iz tujine. Ves čas je deloval tudi kot redni ali občasni recenzent za več visoko rangiranih mednarodnih znanstvenih revij (npr. Electrochimica Acta, Electrochemistry Communications, Analytica Chimica Acta, Journal of the American Chemical society idr.).

## Izseki iz življenjepisa
V obdobju 1970-73 je na Filozofski fakulteti Univerze v Ljubljani vzporedno študiral etnologijo in primerjalno književnost (6 semestrov), vendar je moral nato zaradi obolenja oči ta študij opustiti. V letih 1974-75 je bil 2 leti redno zaposlen v časopisni hiši Dnevnik kot raznašalec časopisov, v času 1976-77 pa je bil v knjigarni Konzorcij Mladinske knjige v Ljubljani eno leto in pol zaposlen kot vodja prodajalne plošč.
Leta 1981 sta s partnerko in kasneje ženo Neno Avsenak ustvarila družino, v kateri sta se jima rodila dva sina (*1982 in *1985).
Zaradi počasnega degenerativnega propadanja oči je bil leta 1986 formalno priznan kot 70% in leta 1997 kot 100% oseba s posebnimi potrebami.

## Glasbeno delovanje
Po 10-letnem študiju violine v mladosti se je v začetku leta 1976 s kreativnim igranjem violine in baročne viole pridružil legendarni glasbeni skupini “Salamander”, ki sta jo ustanovila pesnik in glasbenik Tomaž Pengov ter pesnk in pisatelj Milan Dekleva, in v kateri so sodelovali tudi Bogdana Herman, Lado Jakša, Matjaž Krainer, Sašo Malahovsky, Jerko Novak, Meta Stare in Metka Zupančič.
Poleti leta 1980 se je pridružil kultni glasbeni skupini “Sedmina“ pesnika, glasbenika in slikarja Vena Dolenca, v kateri so sodelovali še Melita Dolenc (sedaj Osojnik), Lado Jakša in Etbin Stefančič, in z ustvarjalnim prispevkom sodeloval pri snemanju dveh LP in CD albumov, kot tudi na številnih koncertih doma in v tujini.
Po letu 1982 je sodeloval v različnih glasbenih projektih in na koncertih ter prispeval pri snemanju CD albuma Vena Dolenca in Klarise Jovanović.
Jeseni leta 2014 je, v sodelovanju z Ladom Jakšo, kot avtor glasbe in izvajalec na violini in baročni violi v samozaložbi izdal samostojni album.
Od januarja 2019 Božidar Ogorevc sodeluje kot violinist v na njegovo pobudo ponovno delujoči skupini Salamander, v kateri sodelujejo še Bogdana Herman (glas), Milan Dekleva (klavir, avtor lirike in glasbe), Jerko Novak (klasična kitara) in Lado Jakša (saksofon, klarinet). Skupina izvaja peto poezijo v kombinaciji s skupinskimi ter individualnimi instrumentalnimi improvizacijami.